# Dora Krsnik
Dora Krsnik (n. 19 ianuarie 1992, în Zagreb) este o handbalistă din Croația care evoluează pe postul de centru pentru clubul românesc CS Dacia Mioveni 2012 și echipa națională a Croației.
Krsnik a evoluat pentru naționala de handbal feminin a Croației la Campionatele Europene din Suedia 2016, Franța 2018, Danemarca 2020, Slovenia, Macedonia și Muntenegru 2022 și la Campionatul Mondial din Spania 2021.
În 2020, ea a cucerit cu selecționata Croației medalia de bronz la Campionatul European.

## Palmares
- Campionatul European:
  -  Medalie de bronz: 2020

- Liga Campionilor:
  - Grupe principale: 2019
  - Grupe: 2016
  - Calificări: 2014, 2017, 2018

- Cupa Cupelor:
  - Optimi de finală: 2011, 2014, 2016
  - Turul 3: 2013

- Cupa EHF:
  - Turul 3: 2017, 2018
  - Turul 2: 2010

- Cupa Challenge:
  - Semifinalistă: 2012
  - Optimi de finală: 2015

- Campionatul Croației:
  -  Câștigătoare: 2014, 2016, 2017, 2018

- Cupa Croației:
  -  Câștigătoare: 2014, 2016, 2017
  -  Finalistă: 2018

- Liga Regională:
  -  Medalie de bronz: 2013, 2014

- Campionatul Sloveniei:
  -  'Câștigătoare: 2019

- Cupa Slovenia:
  -  Câștigătoare: 2019

- Supercupa Slovenia:
  -  Câștigătoare: 2018